# Gonatodes vittatus
Gonatodes vittatus är en ödleart som beskrevs av  Lichtenstein 1856. Gonatodes vittatus ingår i släktet Gonatodes och familjen geckoödlor.

## Underarter
Arten delas in i följande underarter:
- G. v. vittatus
- G. v. roquensis